# Августовское контрнаступление Южного фронта (1919)
Августовское контрнаступление Южного фронта (14 августа — 12 сентября 1919) — наступление войск Южного фронта Красной армии против Вооруженных сил Юга России. Боевые действия велись двумя наступательными группами, главный удар был нацелен в направлении Донской области. Войска Красной армии не смогли выполнить поставленную задачу, но их действия задержали последующее наступление армии Деникина.

## Предыстория
3 июля 1919 года А. И. Деникин издал директиву о наступлении на Москву, запланировав нанесение главного удара Русской армии через Курск, Орёл, Тулу. Войска Красной армии вели оборонительные бои в полосе около 1400 км и к началу августа смогли остановить наступление белых на рубеже Ново-Украинка, Ромодан, Обоянь, Лиски, Борисоглебск, севернее Камышина, Владимировка, Чёрный Яр. После этого красные войска начали готовиться к переходу в контрнаступление.

## Расстановка сил
Численность войск Южного фронта РККА (командующий В. Н. Егорьев, члены РВС Г. Я. Сокольников, М. К. Владимиров, Л. П. Серебряков, М. М. Лашевич) составляла к 15 августа 150,5 тысяч штыков, 23,7 тысяч сабель, 719 орудий, 3197 пулемётов; а также в укрепленных районах насчитывалось 35 тысяч штыков и сабель, 129 орудий, 184 пулемёта, в запасных частях — свыше 50 тысяч человек.
Против Южного фронта действовали основные силы ВСЮР под общим командованием генерала А. И. Деникина в составе Донской армии (командующий генерал В. И. Сидорин), Кавказской армии (командующий генерал П. Н. Врангель) и части сил Добровольческой армии (командующий В. З. Май-Маевский). Общая численность этих войск составляла 100,96 тысяч штыков, 43,25 тысяч сабель, 303 орудия.

## Планы сторон
Первоначально командование Красной армии рассматривало несколько вариантов наступления. Главком И. И. Вацетис предполагал нанести главный удар на Харьковском направлении силами 14, 13-й и 8-й армий. 9-я и 10-я армии, наступая между Волгой и Доном, должны были наносить вспомогательный удар. Командующий Южным фронтом В. Н. Егорьев предлагал сосредоточить основные силы в районе Новохопёрск — Камышин и нанести ими главный удар в направлении на нижний Хопёр и нижний Дон, оставив на Харьковском направлении только заслон.
Сменивший главкома Вацетиса С. С. Каменев предложил главный удар с целью разгрома войск Деникина наносить левым флангом Южного фронта в направлении на Донскую область. Решение о выборе направления было принято с учётом существующего в тот момент распределения войск Южного фронта, чтобы сократить объёмы их переброски. Данный план был одобрен Политбюро ЦК РКП(б) большинством голосов, хотя против этого варианта возражал Л. Д. Троцкий, высказываясь за нанесение главного удара в направлении Харькова, в обход казачьих областей.
Таким образом, главный удар в предстоящем наступлении планировалось нанести на Новочеркасск и Ростов через всю Донскую область силами левого фланга Южного фронта — особой группы В. И. Шорина (9-я и 10-я армии, конный корпус С. М. Будённого; всего 52,5 тысяч штыков, 14,5 тысяч сабель, 314 орудий, 1227 пулемётов); вспомогательный удар — группой В. И. Селивачёва (8-я армия, 3-я и 42-я стрелковые дивизии 13-й армии; всего 49,7 тысяч штыков, 4,7 тысяч сабель, 268 орудий, 1381 пулемёт) на Купянск. Протяжённость общего фронта наступления составляла 760 км. 14-я армия должна была содействовать наступлению группы Селивачёва, получив задачу нанести удар на Лозовую.
Начало контрнаступления Красной армии намечалось на 2—5 августа, однако к этому сроку подготовку не успели завершить по причине медленной переброски на Южный фронт пополнений, резервов, оружия, боеприпасов и продовольствия. Созданная группировка войск не обеспечивала достаточного количества сил и средств на направлении основного удара.
Командованию белых стало известно о готовящемся контрнаступлении, были приняты превентивные меры. 10 августа белогвардейский 4-й Донской конный корпус Мамонтова на стыке 8-й и 9-й армий прорвал фронт красных, вышел в тыл Южному фронту и начал двигаться на Тамбов (см. Конный рейд Мамонтова). Действия кавалерии Мамонтова существенно затруднили подготовку и проведение контрнаступления Красной армии, войскам которой пришлось отвлекать значительные силы на борьбу с прорывом, в том числе и из ударных групп. Кроме того, 12 августа 1-й армейский корпус генерала Кутепова ударил по правому флангу 13-й армии и, наступая на курском и рыльском направлениях, нарушил связь 13-й и 14-й армий.

## Ход операции

### Действия особой группы Шорина
14 августа войска группы Шорина при поддержке Волжского отряда Волжско-Камской флотилии (5 канлодок, 16 катеров, 1 плавучая батарея) начали наступление против белогвардейских Донской армии и Кавказской армии, которые насчитывали 12,3 тысяч штыков, 21,9 тысяч сабель, 93 орудия, 249 пулемётов. Войска 10-й армии во взаимодействии с входившим в её состав конным корпусом Будённого вели наступление на Камышин и Царицын; 9-я армия — на Усть-Хопёрскую. В конце августа конный корпус Будённого разбил в районе западнее станицы Островская казачью дивизию генерала Сутулова и совместно с 10-й армией нанёс сильный удар по войскам белых в районе станицы Серебряково-Зеленовская, захватив 4 бронепоезда.
В начале сентября развернулись тяжёлые бои за Царицын. 5—8 сентября войска 10-й армии и части конного корпуса Будённого продолжали атаковать. Под сильным огнём белых они штурмовали одну за другой линии окопов и проволочных заграждений, но в связи с большими потерями были вынуждены наступление прекратить. 9 сентября войска белых начали наступление крупными силами пехоты и кавалерии при поддержке 12 батарей, броневиков и танков против войск 10-й армии и в ходе ожесточённых боёв на нескольких участках потеснили части 10-й армии. К 11 сентября активные боевые действия под Царицыным прекратились.
Командование Южного фронта решило вывести конный корпус Будённого из состава 10-й армии, для того чтобы в последующем направить его в Новохопёрск против конного корпуса Мамонтова. В это же время командующий формируемого конного корпуса Ф. К. Миронов решил самовольно выступить на фронт против войск Деникина. Этот шаг был воспринят как мятеж, и силы конного корпуса Будённого были направлены на его ликвидацию. 13 августа Миронов был арестован, а его 500 бойцов разоружены.
Наступление 9-й армии развивалось медленно при упорном сопротивлении войск белых. Лишь к 21 августа войска армии добились перелома и начали теснить части белогвардейской Донской армии к рекам Хопёр и Дон. 12 сентября войска 9-й армии форсировали реку Хопёр и продвинулись на 150—180 км, но дальнейшее наступление вниз по излучине Дона не достигло успеха.

### Действия группы Селивачёва
15 августа группа Селивачёва начала наступление против войск части сил Донской армии и правого крыла Добровольческой армии, которые насчитывали 20,5 тысяч штыков, 9,2 тысяч сабель, 69 орудий, 208 пулемётов. Главный удар в стык Донской и Добровольческой армий наносила ударная группировка (3-я и 42-я стрелковые дивизии и кавалерийская бригада 13 армии, 12-я, 15-я, 16-я и 13-я стрелковые дивизии 8-й армии), которая имела сильную группировку в центре, несколько выдвинутую вперёд. Остальные дивизии двигались уступами и прикрывали фланги. У войск белых был сильный правый фланг и растянутый центр.
К 27 августа войска левого фланга группы Селивачёва прошли 60 км, заняв Новый Оскол, Бирюч, Валуйки; на правом фланге продвинулись к Белгороду; в центре, пройдя до 150 км, приблизились к Купянску, а правее были в 40 км от Харькова. К 1 сентября войска группы выдвинулась на линию Волчанск, Купянск, Валуйки, станция Подгорное (к северу от Россоши). Наступление войск группы Селивачёва проходило без взаимодействия с группой Шорина, по расходящимся с ней направлениям и с отставанием флангов, что ставило войска в невыгодное положение. В тылу действовала группа Мамонтова, нарушая связь и тыловые коммуникации.
Белые сосредоточили крупные силы на флангах группы Селивачёва и 26 августа перешли в наступление. Из района Белгорода на Корочу, Новый Оскол вели наступление две дивизии 1-го армейского корпуса Кутепова, 3-й Кубанский конный корпус генерала Шкуро. Из района Карпенков, Красное, Самотеевка на Бирюч наносили удар 8-я Пластунская и 2-я Донская дивизии. Этими ударами белые стремились окружить главные силы войск группы Селивачёва и разгромить их. Войска красных упорно оборонялись силами фланговых 12-й и 42-й стрелковых дивизий и к 15 сентября отступили на рубеж реки Сейм, юго-западнее Старого Оскола, севернее Нового Оскола, севернее Бирюч, Сагуны, Банная. Дивизии 14-й армии, чтобы оказать содействие группе Селивачёва, попытались начать наступление, переправившись через реку Сейм, но не достигла успеха и отошли назад.

## Итоги
Августовское контрнаступление Южного фронта РККА не достигло поставленных целей. Это объяснялось рядом причин, в частности, недостатком сил в наступательных группах, особенно кавалерии, а также отвлечения крупных сил для борьбы с конным корпусом Мамонтова. Выбор главного удара в направлении Донской области заставил красные войска действовать в обстановке враждебного отношения к ним местного населения. Наступление двух групп Южного фронта велось разрозненно по направлениям и по времени, это позволило белым отразить их по частям. Тем не менее контрнаступление Красной армии задержало переход Добровольческой армии в наступление на Курск и Орёл, отвлекло главные силы Донской и Кавказской армий. Красным войскам удалось прикрыть коммуникации между центральной Россией и восточными районами страны, обеспечивая доставку продовольствия и резервов с востока.